# バツ彼
『バツ彼』（バツかれ）は、TBSテレビ系の「TBS木曜10時枠の連続ドラマ」枠で2004年7月1日から9月16日まで放送された日本のテレビドラマ。全12回。サブタイトルは「second time around」。
TBS系列局が無い秋田県では日本テレビ系列の秋田放送で2009年の年末に放送された。

## 出演者
- 安達恭介 - 高橋克典
アパレル関係の営業企画部課長。仕事が出来る男。が、私生活では妻に離婚され、愛娘の彩香まで引き取られてしまう。
- 佐久間陽平 - 高嶋政伸
建設会社で働くビジネスマン。生真面目だが不器用。
3年前に妻に先立たれ、一人息子の太一(8)と2人暮しをしている。
- 山根正博 - 天野ひろゆき
保険会社で働くビジネスマン。恭介に色々文句を言う。結婚済み。
- 川口夏樹 - 真矢みき
男と遊べれば満足と甘く考えるタイプ。章子とは飲み仲間であり、親友。
- 藤井真奈美 - 滝沢沙織
- 森下美加 - 北川弘美
- 柿崎俊貴 - 阿部サダヲ
- 安達彩香- 三浦成
- 佐久間太一 - 佐藤勇輝
- 田辺紘子 - 中山忍
- 柿崎章子→小野章子 - 稲森いずみ
夫である俊貴との生活に耐かねて、離婚調停中だが難航中。
- 最終回に、アパレル会社OLで恭介の元彼女役に小林麻耶（当時TBSアナウンサー）、ほかに小林の同僚役で高畑百合子（TBSアナウンサー）が出演。

## スタッフ
- 脚本：小松江里子
- プロデューサー：伊藤一尋
- 演出：清弘誠、今井夏木、加藤新、吉田健
- 制作：TBS ENTERTAINMENT
- 製作：TBS

## 音楽
- 主題歌…リサ・ローブ「恋の嵐」
- 挿入歌…ティファニー「マンハッタン・キス」
- 挿入歌…アン・ウィルソン「家に帰ろう」
3曲とも竹内まりやのカバーである。

## サブタイトル
| 第1話                                           | 2004年7月01日 | バツイチの彼と恋の予感   | 清弘 誠  | 15.4% |
| 第2話                                           | 2004年7月08日 | バツ彼ってダメな彼       | 清弘 誠  | 12.2% |
| 第3話                                           | 2004年7月15日 | 嵐を呼ぶキス             | 今井夏木 | 11.7% |
| 第4話                                           | 2004年7月22日 | うっかり浮気をした男     | 加藤 新  | 11.9% |
| 第5話                                           | 2004年7月29日 | 15年ぶりの初恋           | 吉田 健  | 11.3% |
| 第6話                                           | 2004年8月05日 | バツの悪い朝帰り         | 今井夏木 | 10.1% |
| 第7話                                           | 2004年8月12日 | 男の責任・女の自由       | 今井夏木 | 10.9% |
| 第8話                                           | 2004年8月19日 | 産みたい女とダマされた男 | 加藤 新  | 10.9% |
| 第9話                                           | 2004年8月26日 | 夏祭りに散った恋         | 吉田 健  | 10.1% |
| 第10話                                          | 2004年9月02日 | 取り扱い注意の告白       | 今井夏木 | 11.3% |
| 第11話                                          | 2004年9月09日 | 本命はダメなアイツ       | 加藤 新  | 11.8% |
| 最終話                                          | 2004年9月16日 | 世界で一番ライトな恋     | 吉田 健  | 13.8% |
| 平均視聴率11.8%（ビデオリサーチ調べ・関東地区） |               |                          |          |       |